# Julien Green
Julien Green (Párizs, 1900. szeptember 6. – Párizs, 1998. augusztus 13.) amerikai író, több regény (The Dark Journey, The Closed Garden, Moira, Each Man in His Darkness, a Dixie trilógia stb.), egy négykötetes. önéletrajz (The Green Paradise, The War at Sixteen, Love in America és Restless Youth) és híres Naplója (Diary, tizenkilenc kötetben, 1919–1998) szerzője. Elsősorban franciául írt, és ő volt az első nem francia állampolgár, akit beválasztottak az Francia Akadémiába (Académie française).

## Élete
Julian Hartridge Green amerikai szülők gyermekeként látta meg a napvilágot Párizsban, anyai ágon egy konföderációs szenátor, Julian Hartridge leszármazottja, aki később Georgia demokrata képviselőjeként szolgált az Egyesült Államok Kongresszusában, és aki Julien Green névrokona volt. (Greent „Julian”-nak keresztelték el, de francia kiadója az 1920-as években „Julien”-re változtatta a helyesírást.)
A protestáns szülőktől született nyolc gyermek közül a legfiatalabb, puritán és túlzottan védelmező nevelést kapott, édesanyja szexuálisan elnyomó volt. Párizs 16. kerületében, majd Vésinetben nőtt fel, vakációját Andrésy községben, Yvelinesben töltötte. Tanulmányait Franciaországban, a Janson-de-Sailly középiskolában folytatta. Édesanyja, aki jámbor és szerető protestáns volt, 14 éves korában meghalt, és a család a párizsi rue Cortambert-re költözött. Green gyermekkorában kálvinista oktatásban részesült, de 1916-ban, két évvel édesanyja halála után római katolikus hitre tért, apját és összes nővérét követve. A következő évben, még mindig csak 16 évesen, önkéntesnek jelentkezett az American Field Service-nél mentőautó sofőrnek. Amikor kiderült az életkora, besorozását érvénytelenítették. Azonnal beiratkozott az Amerikai Vöröskereszt (American Red Cross – ARC) mentőegységéhez, és amikor ez a hat hónapos szolgálati idő 1918-ban lejárt, bevonult a francia hadseregbe, ahol 1919-ig tüzérségi hadnagyként szolgált. A háború után három évet (1919–22) a Virginiai Egyetemen töltött nagybátyja (anyja testvére), Walter Hartridge meghívására. Ez volt az első közvetlen találkozása az Egyesült Államokkal. Felfedezte a Délt, ahol mindkét szülője született. 1922-ben tért vissza Franciaországba, ahol téves festői kezdet után francia íróként kezdte pályafutását, és 1927-re már a francia irodalom világában is megállja a helyét. Karrierje a 20. századi francia irodalom meghatározó alakjaként nem sokkal az Egyesült Államokból való visszatérése után kezdődött a Mont-Cinère (1926) című regénnyel, amelyet Georges Bernanos jól fogadott. 1940 júliusában, Franciaország veresége után, visszatért Amerikába. 1942-ben mozgósították, és New Yorkba küldték, hogy az Egyesült Államok Háborús Információs Hivatalában dolgozzon. Innentől csaknem egy éven keresztül, hetente ötször szólt Franciaországhoz a Voice of America rádióadásaiban, többek között André Bretonnal és Yul Brynnerrel együtt. Green a második világháború után visszatért Franciaországba.
Julien Green Párizsban halt meg nem sokkal 98. születésnapja előtt, és egy neki tervezett kápolnában van eltemetve az ausztriai klagenfurti St. Egid templomban. Neve a síron az eredeti angol „Julian” írásmódot használja a francia „Julien” helyett.

## Munkássága
Green legtöbb könyve a hit és a vallás eszméire, valamint a képmutatásra összpontosított. Témái gyakran az Egyesült Államok déli részével foglalkoztak, erősen azonosult a Konföderáció sorsával és egész életében „szudistaként” (southerner – délvidéki lakos) jellemezte magát. A hazaszeretetnek ezt a változatát édesanyjától örökölte, aki előkelő délvidéki családból származott. Néhány évvel Julien születése előtt, amikor Julien apja választási lehetőséget kapott (a bankjánál) Németország vagy Franciaország között, Julien édesanyja Franciaországra voksolt azzal az indokkal, hogy a franciák „büszke nép, nemrégiben vereséget szenvedtek a háborúban és megértjük egymást." Az utalás Franciaország 1871-es vereségére vonatkozott a porosz–francia háborúban.
Franciaországban mind életében, mind ma Green hírneve elsősorban nem regényein, hanem 1919-től 1998-ig terjedő tizenkilenc kötetben megjelent naplóján nyugszik. Ezek a kötetek irodalmi és vallási életének krónikáját adják, egyedülálló rálátást a párizsi művészeti és irodalmi életre nyolcvan éven át. Green szigorú stílusa, amely nagy hatást gyakorol a "passé simple"-re, egy irodalmi igeidőre, amelyet sok francia kortársa szinte elhagyott, a Francia Akadémia tetszésére talált. Green nem sokkal halála előtt lemondott az akadémiai tagságáról, amerikai örökségére és hűségére hivatkozva.
Míg Green elsősorban francia nyelven, de angolul is írt. Néhány saját művét franciáról angolra fordította, néha nővére, Anne Green segítségével, aki maga is író. Néhány fordításának gyűjteménye a Le langage et son double-ban jelenik meg, egymás melletti angol–francia formátumban, megkönnyítve a közvetlen összehasonlítást. Annak ellenére, hogy kétnyelvű, Green szövegei nagyrészt ismeretlenek maradnak az angol nyelvterületen. Eddig három könyvéből készült film: leghíresebb a Leviathan (1962), amelynek forgatókönyvét ő írta, Léonard Keigel rendezte és a színészek között van Marie Laforêt, Louis Jourdan és Lilli Palmer, valamint az Adrienne Mesurat (1953) és a La Dame de pique (1965) filmek. South (Sud, 1953) című színpadi darabját egy brit televíziós produkcióhoz adaptálták 1959-ben, és ez a legkorábbi ismert televíziós dráma, amely a homoszexualitással foglalkozik.

## Kapcsolatai és öröksége
Green sok éven át társa volt Robert de Saint-Jean újságírónak, akivel az 1920-as években ismerkedett meg. Későbbi éveiben Green hivatalosan is örökbe fogadta Éric Jourdan meleg regény- és forgatókönyvírót. Jourdan szerint Green 1994-ben úgy döntött, hogy az olaszországi Forlìban lévő házba költözik, ahol egykor Caterina Sforza lakott. Green azonban nem költözött a házba, mert egészsége megromlott.
A Francia Akadémián Green váltotta François Mauriacot, és 1971. június 3-án a 22-es széket vette át. 1996-ban lemondott akadémiai tagságáról, ami kisebb botrányt okozott. Halála után azonban csak formálisan váltották fel a helyét.

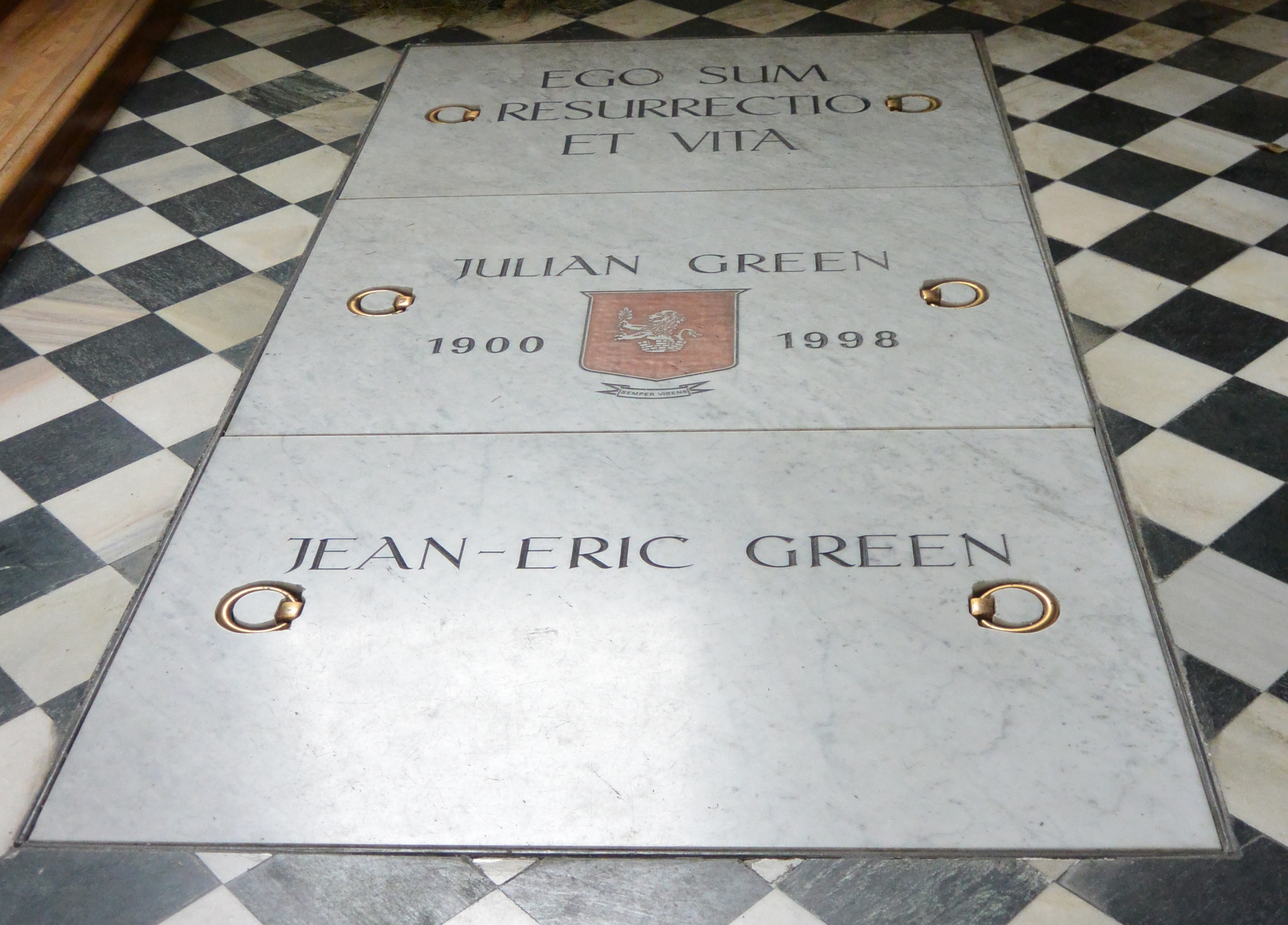
Julian Green sírköve, Klagenfurt, Ausztria.

Általában azt hitték, hogy kettős állampolgársággal rendelkezik, de bár Párizsban született, és szinte kizárólag francia nyelven írt, soha nem lett francia állampolgár. Georges Pompidou elnök 1972-ben francia állampolgárságot ajánlott fel neki, de Green elutasította.

## Elismerései
Munkásságát számos díjjal ismerték el, többek között:
- A Paul-Flat-díj a Francia Akadémia-tól, 1928-ban.
- A Prince-Pierre-de-Monaco-díj, 1951-ben.
- A Grand prix national des Lettres, 1966-ban.
- A Francia Akadémia Irodalmi Nagydíja, 1970-ben.
- A Lengyel Irodalmi Díj, 1988-ban.
- A Cavour-díj, olasz irodalmi díj, 1991-ben.

## Művei
- Journal (Napló, 1919–98, tizenkilenc kötet jelent meg Párizsban, Franciaországban, 1938-tól 2001-ig)
- Pamphlet contre les catholiques de France (Pamflet a francia katolikusok ellen, 1924)
- Mont-Cinère (Hideg Pokol, 1926)
- Suite anglaise (Angol szvit, 1927)
- Le voyageur sur la terre (Az utazó a Földön, 1927)
- Adrienne Mesurat (A zárt kert, 1927)
- Un puritain homme de lettres (Egy puritán leveles ember, 1928)
- Léviathan (Leviathan, 1929)
- L'autre sommeil (A másik alvás, 1930)
- Épaves (Roncsok, 1932)
- Le visionnaire (A látnok, 1934)
- Minuit (Éjfél,, 1936)
- Varouna (Akkor visszatér a por, 1940)
- Memories of Happy Days (Boldog napok emlékei, 1942)
- Si j'étais vous... (Ha te lennék..., 1947)
- Moïra (Moira, 1950)
- Sud (Dél, 1953,  színdarab)
- L'ennemi (Az ellenség, 1954, színdarab)
- Le malfaiteur (A gonosztevő, 1956)
- L'ombre (Az árnyék , 1956, színdarab)
- Chaque homme dans sa nuit (Mindenki a saját éjszakájában, 1960)
- Partir avant le jour (Elmenni hajnal előtt / A zöld paradicsom, 1963)
- Mille chemins ouverts (Ezer nyitott ösvény, 1964)
- Terre lointaine (Távoli föld, 1966)
- Jeunesse (Fiatalok, 1974)
- L'autre (A másik, 1971)
- Qui sommes-nous ? (Kik vagyunk?, 1972)
- La liberté (Szabadság, 1974)
- Memories of Evil Days (Gonosz napok emlékei, 1976)
- La Nuit des fantômes (A szellemek éjszakája, 1976)
- Le Mauvais lieu (A rossz hely, 1977)
- Ce qu'il faut d'amour à l'homme (Mire van szüksége az embernek a szerelemhez, 1978)
- Dans la gueule du temps (Az idő szájában, 1979, színdarab)
- L'automate (Az automata, 1979, színdarab)
- God's Fool: The Life and Times of Francis of Assisi (Isten bolondja: Assisi Ferenc élete és kora, 1983)
- Paris (Párizs, 1984)
- Les Pays lointains (A távoli földek, Dixie I, 1987)
- Les Étoiles du Sud (A dél csillagai, Dixie II, 1989)
- L'étudiant roux (A vörös hajú diák, 1993, színdarab)
- Dixie (Dixie III, 1994)

### Forgatókönyv
- La Dame de pique (A pikk dáma, Alekszandr Szergejevics Puskin 1834-ben írt novellája alapján.)

### Magyarul
- Adrienne – Athenaeum, Budapest, 1931 (Athenaeum könyvek) · fordította: Sárközi György
- Az álmodó (Le visionnaire) – Franklin-Társulat, Budapest, 1935 (Külföldi regényírók) · fordította: Husztiné Révhegyi Rózsa
- Leviathán (Léviathan) – Athenaeum, Budapest, 1938 (Athenaeum könyvek) · fordította: Benedek Marcell
- Éjfél (Minuit) – Európa, Budapest, 1974 · ISBN 9630701642 · fordította: Somogyi Pál László
- Leviathan (Léviathan) – Szépirodalmi, Budapest, 1975 · ISBN 963150638X · fordította: Benedek Marcell
- Hideg pokol (Mont-cinère) – Európa, Budapest, 1982 · ISBN 9630725576 · fordította: Somogyi Pál László
- Adrienne Mesurat – Magvető, Budapest, 1983 (Olcsó könyvtár) · ISBN 9631524272 · fordította: Sárközi György, utószó: Réz Pál
- Roncsok. Regény (Épaves) – Európa, Budapest, 1985 · ISBN 9630734206 · fordította: Várady-Brenner Mária
- Ferenc testvér (Frère François) – Kairosz, Szentendre, 1997 · ISBN 9639137022 · fordította: Balla Katalin
- Én miért vagyok én? (Pourquoi suis-je moi?) – in: Vigilia, Budapest, 2004/december · fordította: Dévény István

## Külső hivatkozások
- Julien Green az Internet Movie Database oldalon (angolul)

## Fordítás
- Ez a szócikk részben vagy egészben  a   Julien Green című angol Wikipédia-szócikk fordításán alapul.  Az eredeti cikk szerkesztőit annak laptörténete sorolja fel. Ez a jelzés csupán a megfogalmazás eredetét és a szerzői jogokat jelzi, nem szolgál a cikkben szereplő információk forrásmegjelöléseként.